# Andre Geim
Andre Geim, född Андрей Константинович Гейм (Andréj Konstantínovitj Gejm) 21 oktober 1958 i Sotji, Ryska SFSR, Sovjetunionen, är en sovjetiskfödd nederländsk-brittisk fysiker och materialvetare. Hans föräldrar var av tysk härkomst.
Geim är upptäckare av kolmaterialet grafen. Han har också genomfört experiment med magnetisk levitation som fick en groda att levitera. Detta experiment ledde till att han tilldelades 2000 års Ig Nobelpris tillsammans med Michael Berry.
Geim tilldelades 2010 Nobelpriset i fysik tillsammans med Konstantin Novoselov för upptäckten av materialet grafen. År 2013 erhöll han Copleymedaljen. 2014 promoverades han till hedersdoktor vid Chalmers tekniska högskola.
Geim avlade sin doktorsexamen vid institutet för fasta tillståndets fysik inom Rysslands Vetenskapsakademi. Han blev senare professor vid Radboud universitet i Nijmegen, Nederländerna och är sedan 2001 verksam som professor vid Manchesters universitet. Han är ledamot av Royal Society.